# Avernal
Avernal es una banda de death and roll fundada en 1993 en la localidad bonaerense de Quilmes. 
A la fecha, la banda ha editado 8 álbumes de estudio, siendo el último de estos "La Quimera de la Perfección", lanzado el 3 de marzo de 2016. Con más de treinta años de carrera, Avernal es considerada una de las bandas más relevantes del género en Argentina, realizando giras en Latinoamérica y Europa tocando junto a bandas internacionales como Entombed, Mötley crüe, Meshuggah, Ratos de Porão, Pestilence o Jesus Martyr y en uno de los festivales de metal mas extremos del mundo Obscene Extreme

## Sonido
Durante los primeros años de su carrera, Avernal tocaba death metal, especialmente en No Hope y III. A lo largo de los años la banda fue modificando su sonido, en especial en Miss Mesias, en el que tomaron un sonido más stoner y death and roll.

## Discografía
- Avernal (1997)
- No Hope (2001)
- III (2004)
- El Sangriento (2006)
- Miss Mesias (2009)
- Requiem para los rebeldes/ Necrología Pt.1 (2011)
- La Quimera de la Perfección (2016)
- Tzompantli (2020)